# لاتيمر ويبل بالو
لاتيمر ويبل بالو هو مصرفي وسياسي أمريكي، ولد في 1 مارس 1812 في كمبرلاند في الولايات المتحدة، وتوفي في 9 مايو 1900 في ونسوكت في الولايات المتحدة. نشط حزبياً في الحزب الجمهوري. وقد انتخب عضو مجلس النواب الأمريكي.